# Martin Coleman (hurler)
Martin Coleman (n. Ballinhassig, County Cork, 1 de agosto de 1950) es un deportista irlandés retirado de hurling, que practicó profesionalmente dicho deporte en el club local Ballinhassig GAA y en el equipo sénior inter-condados Cork GAA desde 1970 hasta 1979. 
Como integrante del Cork GAA, fue partícipe de los campeonatos Munster Senior Hurling Championship los años 1976, 1977 y 1978, mientras que ha ganado las medallas del condado County Cork como hurler tanto en los niveles junior (1973) como intermedio (en 1975 y 1977).